# Marbre noir d’Argentré
Le marbre noir d'Argentré est une variété de marbre extrait à Argentré près de Laval utilisée pour les objets ou les monuments. Il s'agit d'un marbre gris très foncé parcouru par de fines veines blanches et des filets rouges. 

## Histoire
Il extrait de trois carrières : 
- L'Acre[3],
- Montroux[4] La carrière de Montroux produisait des marbres gris de diverses nuances dès le XVIIe siècle, ainsi que du marbre jaspé bien supérieur[5] au marbre de Saint-Berthevin au milieu du XVIIIe siècle.
- Le Rocher.  La carrière du Rocher donnait à la fois une pierre dure propre à la construction des ponts et des routes, et un marbre noir très recherché par les marbriers et architectes lavallois au XVIIe siècle et XVIIIe siècle.

### Architectes et marbre
Le marbre de l'Acre est utilisé par les architectes lavallois comme Olivier Martinet pour la réalisation de retables. Deux marchés en attestent : le 23 avril 1647, Olivier Martinet passe marché avec les deux marbriers Rochereau et Cuvelier qui prévoit entre autres, la fourniture de quatre colonnes de marbre noir de la perrière de l'Acre en Argentré. Le marché entre Hanuche et Gilles Cuvelier du 21 janvier 1666 qui indique le marbre noir de l'Acre en Argentré.
Le marbre de Montroux est utilisé au couvent des Ursulines de Château-Gontier.

## Note
1. ↑  Daniel Oehlert, Notes géologiques sur le département de la Mayenne, p. 76
2. ↑  Daniel Oehlert, Notes géologiques sur le département de la Mayenne, p. 77
3. ↑  Que l'Abbé Angot place par erreur à Grenoux.
4. ↑  Situé à 1 km à l'ouest du bourg d'Argentré, le long d'une route qui va du bourg pour rejoindre la Jouanne.
5. ↑  Charles Maucourt de Bourjolly, Mémoires, tome II, p. 383.